# 西乌珠穆沁旗林业总场
林业总场，是中国内蒙古自治区锡林郭勒盟西乌珠穆沁旗下辖的一个类似乡级单位。

## 行政区划
林业总场共辖以下地区：
迪彦林场嘎查村、他本林场嘎查村、沙布楞分场嘎查村、乌里雅斯台分场嘎查村。